# Donots
Donots är ett tyskt punkband, som bildades 1993.
Namnet blev till då basisten, Jan-Dirk Poggerman tyckte att bandet skulle heta donuts (en slags munkar), men felstavade det och skrev Donots.

## Medlemmar

### Nuvarande medlemmar
- Ingo Knollmann – sång (1993–)
- Guido Knollman – gitarr, sång (1993–)
- Jan-Dirk Poggemann – basgitarr, sång (1993–)
- Eike Herwig – trummor, percussion (1995–)
- Alex Siebenbiedel – gitarr, sång (1996–)

### Tidigare medlemmar
- Jens "Stone" Grimstein – gitarr (1993–1996)
- Jens Trippner – trummor, percussion (1993–1995)

### Turnerande medlemmar
- Robin Völkert – keyboard, gitarr, bakgrundssång (2011–2017)

## Diskografi

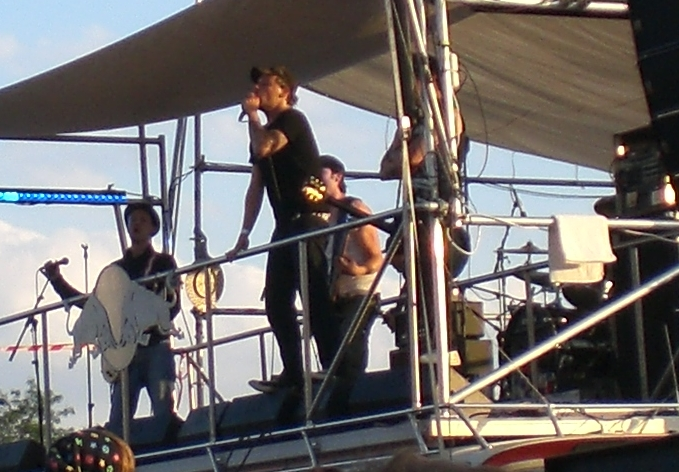
Donots 2008

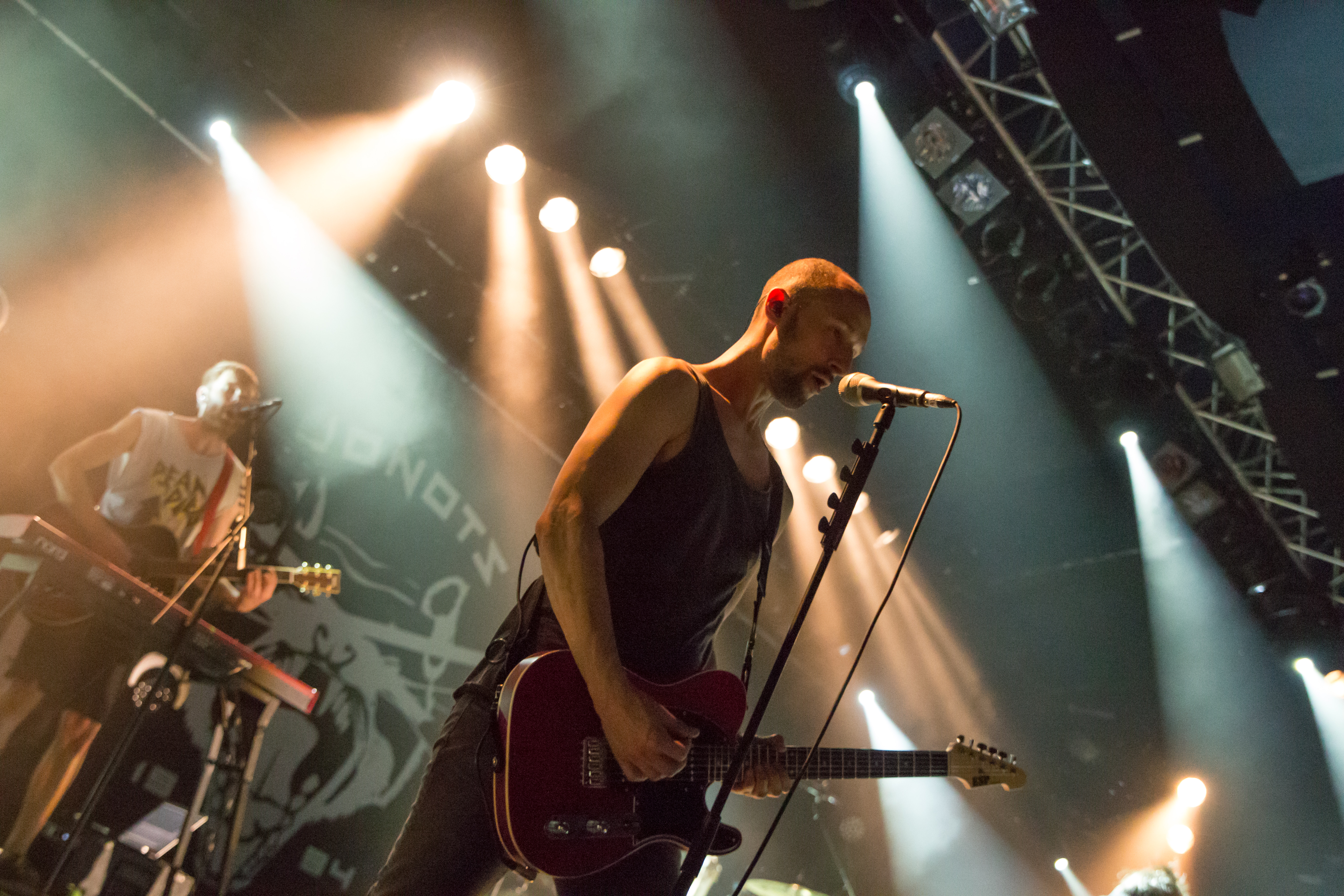
Alex Siedenbiedel. Zelt-Musik-Festival 2015 i Freiburg im Breisgau, Tyskland

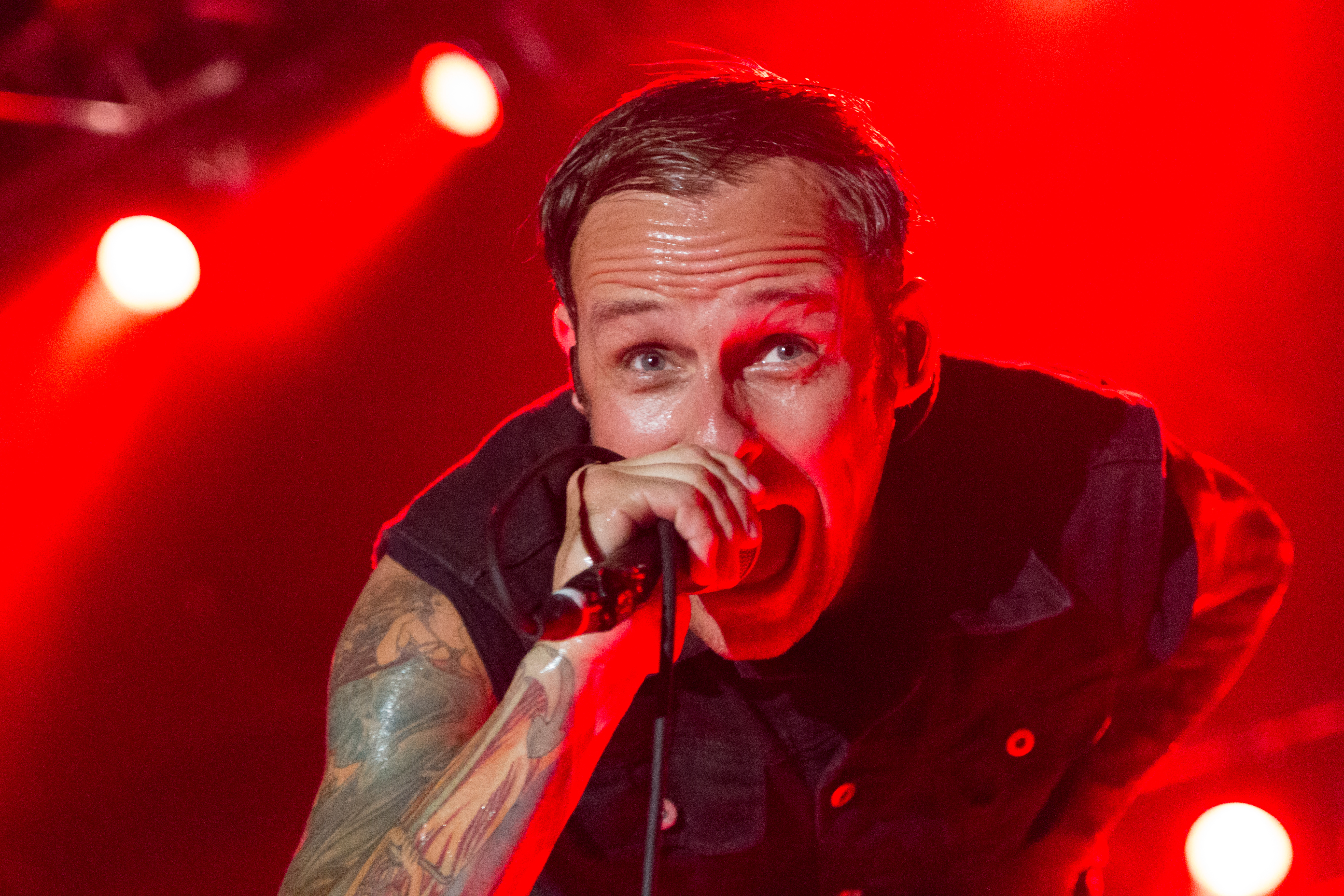
Ingo Knollmann. Zelt-Musik-Festival 2015 i Freiburg im Breisgau, Tyskland

### Studioalbum
- Pedigree Punk (1996)
- Tonight's Karaoke Contest Winners (1998)
- Better Days Not Included (1999)
- Pocketrock (2001)
- Amplify the Good Times (2002)
- Got the Noise (2004)
- Coma Chameleon (2008)
- The Long Way Home (2010)
- Wake the Dogs (2012)
- Karacho (2015)
- Lauter als Bomben (2018)

### Samlingsalbum
- The Story So Far: Ibbtown Chronicles (2XCD) (2006)
- To Hell with Love (2009)
- Silverhochzeit (2019)

### Singlar
- "Outshine the World" (1999)
- "Whatever Happened to the 80's" (2000)
- "Superhero" (2001)
- "Today" (2001)
- "Room with a View" (2001)
- "Saccharine Smile" (2002)
- "Big Mouth" (2002)
- "We're Not Gonna Take It" (2002)
- "We Got the Noise" (2004)
- "Good-Bye Routine" (2004)
- "Stop the Clocks" (2008)
- "Calling" (2010)
- "Forever Ends Today" (2010)